# Динофіцієві
Динофіцієві (Dinophyceae) — клас джгутикових найпростіших типу динофлагелят (Dinoflagellata). Масове розмноження представників класу призводить до так званих червоних припливів.

## Опис
Характерним для класу є присутність двох джгутиків: один в центрі в канавці, призначений для обертання навколо власної осі; інший на кінці тіла — для поступального руху вперед. Вони мають твердий корпус з целюлози.

## Екологія
Більшість з них живуть вільно як прісноводний або морський планктон. Види роду зооксантелл мають симбіотичні відносини з губками, медузами, коралами, актиніями. Корали отримують гліцерин як побічний продукт фотосинтезу, який є важливим у формуванні коралових рифів.
Водорості цього класу характеризуються наявністю хлорофілу і бета-каротину, ці пігменти завжди знаходиться в хроматофорах, хоча деякі види сапрофітів можуть бути без пігментів. Деякі види є біолюмінесцентними, випромінюють світло, коли їх потривожать, ймовірно, щоб налякати хижаків.
Масове розмноження окремих видів може викликати загибель риби.